# Neopsylla meridiana
Neopsylla meridiana är en loppart som beskrevs av Tiflov et Kolpakova 1937. Neopsylla meridiana ingår i släktet Neopsylla och familjen mullvadsloppor. Inga underarter finns listade i Catalogue of Life.